# Ефремов, Владимир Сергеевич
Ефремов Владимир Сергеевич (23 сентября 1918, Днепропетровская область — 1 февраля 1999, Кривой Рог, Днепропетровская область) — советский руководитель в горнорудной промышленности. Лауреат Государственной премии УССР в области науки и техники (1970).

## Биография
Родился 23 сентября 1918 года на территории нынешней Днепропетровской области.
В 1937—1941 годах учился в Киевском гидромелиоративном институте. 
Участник Великой Отечественной войны с июля 1941 года. Оборонял город Пирятин, попал в плен, бежал, снова был схвачен, содержался в концлагерях. В январе 1945 года снова бежал, участвовал в антифашистском сопротивлении в Чехии. В мае 1945 года участвовал в Пражском восстании.
В 1950 году окончил Криворожский горнорудный институт. В 1950—1953 годах — заместитель главного инженера, в 1953—1956 годах — главный инженер, в 1956—1958 годах — начальник шахты «Гигант» рудоуправления имени Ф. Э. Дзержинского. В 1958—1960 годах — начальник технического отдела института «Гипрорудмаш». В 1960—1961 годах — начальник шахты «Северная» рудоуправления имени С. М. Кирова. В 1961—1963 годах — начальник шахты «Большевик» рудоуправления имени Коминтерна. В 1963—1972 годах — главный инженер рудоуправления имени С. М. Кирова. В 1972—1990 годах — старший научный сотрудник лаборатории технической безопасности, устойчивости горного массива Всесоюзного научно-исследовательского института безопасности труда в горном деле (ВНИИБТГ).
Умер 1 февраля 1999 года в городе Кривой Рог Днепропетровской области.

## Научная деятельность
Специалист в области горного дела.  Автор научных работ. Внедрил методы подземной разработки мощных рудных месторождений.

## Награды
- Государственная премия УССР в области науки и техники (21 декабря 1970) — за коренное усовершенствование методов подземной разработки мощных рудных месторождений[2];
- Орден Отечественной войны 1-й степени;
- Дважды орден «Знак Почёта»;
- Знак «Шахтёрская слава» 1-й и 2-й степеней.